# Freycinetia membranacea
Freycinetia membranacea är en enhjärtbladig växtart som beskrevs av Elmer Drew Merrill och Lily May Perry. Freycinetia membranacea ingår i släktet Freycinetia och familjen Pandanaceae. Inga underarter finns listade.